# Adám Rothermel
Adám Rothermel, född den 18 januari 1948 i Budapest, Ungern, är en ungersk före detta fotbollsmålvakt som medverkade i det ungerska lag som tog OS-silver i fotbollsturneringen vid de olympiska sommarspelen 1972 i München.
Han spelade 214 matcher för olika klubbar i Ungern mellan 1966 och 1982 och vann ungerska mästerskapet tre gånger.